# Plaus
Plaus ([ˈplaus]) – miejscowość i gmina we Włoszech, w regionie Trydent-Górna Adyga, w prowincji Bolzano.
Liczba mieszkańców gminy wynosiła 683 (dane z roku 2009). Język niemiecki jest językiem ojczystym dla 99,01%, a włoski dla 0,99% mieszkańców (2001).